# Camponotus reichardti
Camponotus reichardti é uma espécie de inseto do gênero Camponotus, pertencente à família Formicidae.